# Brunia macrocephala
Brunia macrocephala är en tvåhjärtbladig växtart som beskrevs av Carl Ludwig von Willdenow. Brunia macrocephala ingår i släktet Brunia och familjen Bruniaceae. Inga underarter finns listade.